# Phát triển phần mềm hướng khía cạnh
Trong điện toán, phát triển phần mềm hướng khía cạnh (tiếng Anh: aspect-oriented software development, viết tắt: AOSD) là một quy trình phát triển phần mềm nhằm tìm kiếm mô đun mới của hệ thống phần mềm để cô lập các hàm thứ cấp hoặc hỗ trợ từ logic nghiệp vụ của chương trình chính. AOSD cho phép nhiều mối quan tâm được thể hiện riêng biệt và tự động hợp nhất vào trong hệ thống làm việc.